# Peculiar (Chef'Special)
Peculiar is een nummer van de Nederlandse indierockband Chef'Special uit 2013. Het is de eerste single van hun tweede studioalbum Passing Through.
"Peculiar" is een indierocknummer met een vrolijk geluid. Het nummer ging op 21 oktober 2013 in première bij Michiel Veenstra op 3FM. Ondanks de airplay op voornamelijk 3FM, wist het nummer geen hitlijsten te behalen.

## Tracklijst
Muziekdownload
1. "Peculiar" - 2:42